# Integral de Darboux
Em análise real, um campo da matemática, a integral de Darboux ou soma de Darboux é uma definição possível da integral de uma função. Integrais de Darboux são equivalentes as integrais de Riemann, o que significa que uma função é integrável por integral de Darboux se, e somente se, for integrável pela integral de Riemann, e os valores das duas integrais, caso existam, forem iguais. Integrais de Darboux têm a vantagem de serem mais simples de definir que as integrais de Riemann. Elas são nomeadas em virtude de seu criador, Gaston Darboux.

## As integrais inferior e superior de Darboux

Somas de Darboux inferior (verde) e superior (verde mais lavanda) para quatro subintervalos.

Uma partição de um intervalo [a,b] é uma sequência finita de valores xi tais que
{\displaystyle a=x_{0}<x_{1}<\cdots <x_{n}=b.\,\!}
Cada intervalo [xi−1,xi] é chamado um subintervalo da partição. Sendo ƒ:[a,b]→R uma função limitada, e fazendo P ser uma partição de [a,b]:
{\displaystyle P=(x_{0},\ldots ,x_{n})\,\!}
Tem-se
{\displaystyle {\begin{aligned}M_{i}=\sup _{x\in [x_{i-1},x_{i}]}f(x),\\m_{i}=\inf _{x\in [x_{i-1},x_{i}]}f(x).\end{aligned}}}
A soma superior de Darboux de ƒ em relação a P é
{\displaystyle U_{f,P}=\sum _{i=1}^{n}(x_{i}-x_{i-1})M_{i}.\,\!}
A soma inferior de Darboux de ƒ em relação a P é
{\displaystyle L_{f,P}=\sum _{i=1}^{n}(x_{i}-x_{i-1})m_{i}.\,\!}
A integral superior de Darboux de ƒ é
{\displaystyle U_{f}=\inf\{U_{f,P}\colon P{\text{ uma particao de }}[a,b]\}.\,\!}
A integral inferior de Darboux de ƒ é
{\displaystyle L_{f}=\sup\{L_{f,P}\colon P{\text{ uma particao de }}[a,b]\}.\,\!}
Se Uƒ = Lƒ, então diz-se que ƒ é integrável por integral de Darboux e  faz-se
{\displaystyle \int _{a}^{b}{f(t)\,dt}=U_{f}=L_{f},\,\!}
o valor comum das integrais superior e inferior de Darboux.